# Georgios Kaphantaris

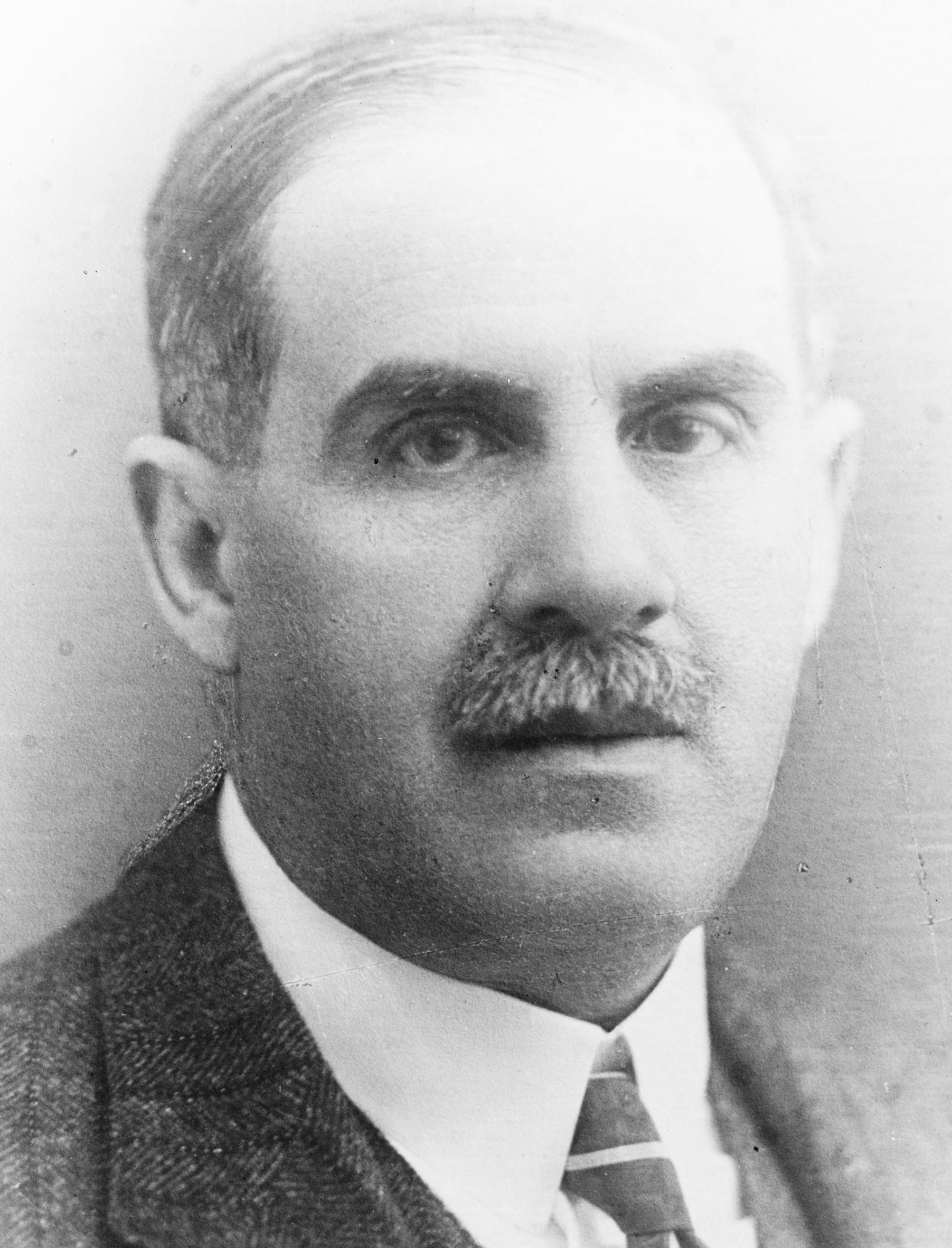
Georgios Kaphantaris.

Georgios Kaphantaris (en griego: Γεώργιος Καφαντάρης, a veces escrito Kafantaris o Kafandaris) (13 de octubre de 1873-28 de agosto de 1946) fue un político griego. Fue brevemente primer ministro en 1924.
- Datos: Q1243858
- Multimedia: Georgios Kaphantaris / Q1243858